# 鄭曼青
鄭岳（1902年7月29日—1975年3月26日），字曼青，又字曼髯，自號蓮父，別號玉井山人，夕長樓主，學不厭老兒。生於清帝國浙江永嘉，中醫師、畫家、武术家，楊澄甫弟子，精於太極拳，為鄭子太極拳的創始人。因擅長詩、書、畫、中醫和太極拳等5種絕藝，有「五絕老人」的稱譽。

## 生平
鄭曼青於清光緒28年壬寅農曆6月25日出生（1902年7月29日），逝世於1975年3月14日。文化水準很高，詩書傳家，年少曾投名儒錢名山門下，並非傳統的武人。曾出版英文太極拳著作，而他以哲學、科學、醫學的角度來闡釋太極拳，開風氣之先，令人耳目一新。
鄭氏25歲時師從名醫宋幼庵學習中醫，27歲在上海向太極拳大師楊澄甫學習楊家老架太極拳，任職湖南省政府咨議兼國術館館長期間，推動國術為該省全民運動，並規定每兩個月調派全省各縣國術館長及教官40人，傳授太極拳課程。但因學習時間較短，為便於傳授學習，乃刪減老架的重覆招式，精簡為37式，名為：「鄭子簡易太極拳」。
1941年與丁慕韓之女丁惟莊女士結婚，育子女 6 人。
1945年推動成立中華民國中醫師公會全國聯合會，任首任理事長。1946年任制憲國民大會代表，為第一屆國民大會代表。
1949年，隨國民黨撤退，48歲攜眷來台灣。曾任國立藝術學校（今國立臺灣藝術大學）的教授，曾為宋美齡的國畫教師，教授花鳥，也擔任蔣介石的醫療顧問。應當時台北市長游彌堅先生的邀請，創設時中學社於台北市中山堂頂樓，後遷至台北市仁愛國小，於2002年末遷至台北市五常國中。
1958年，覃勤等人創辦中國醫藥學院（今中國醫藥大學），鄭曼青協助辦學。
1964年，全家移民至美國紐約市，在此開設太極拳研究社，教授太極拳。
1974年為出版其著作《易全》，返回台灣，進行修訂校稿。1975年3月26日凌晨2時15分因腦溢血於台北市中心診所逝世，享壽75歲。

## 用藥風格
鄭曼青擅長內外科，處方以「劑大量多」為其特色。為兼顧後天胃氣與先天之原氣，喜歡重用於白朮、骨碎補，每用至1－2兩，又喜用木蝴蝶以清降龍雷上升之火。

## 左家心法
根據鄭曼青弟子吳國忠的說法，鄭曼青曾與山西道士左萊蓬學習道家內功，稱為左家內功心法。這套內功，後來只傳授給羅邦楨與吳國忠。但是這個說法並沒有被其他弟子接受。

## 鄭子太極拳弟子
其弟子有劉錫亨，徐憶中，羅邦楨，干嘯洲，鞠鴻賓，黃性賢，吳國忠，陳志誠，蔡肇祺(有爭議)等人。

## 著作
- 《鄭子太極拳自修新法》
- 《太極十三篇》
- 《鄭子太極拳劍專輯》
- 《曼冉三論》
- 《易全》
- 《老子易知解》
- 《中華醫藥學史》

## 相關連結
- 楊氏太極拳
- 鄭子太極拳